# Ralph Thomas Walker
Pour les articles homonymes, voir Walker.
Ralph Thomas Walker (né le 28 novembre 1889 à Waterbury, mort en 1973) est un architecte américain.

## Biographie
Walker est né le 28 novembre 1889 à Waterbury, dans le Connecticut. Il est issu d'une famille de classe ouvrière: son père est un travailleur du bâtiment, et c'est sa mère qui lui transmet une passion pour les arts.
En 1907, à 18 ans, Walker fut l'apprenti de l'architecte Howard K. Hilton. Durant ses trois années d'apprentissage, Howard fut payé 1 dollar par semaine la première année, 2 dollars par semaine la deuxième année et 3 dollars par semaine la troisième année. En 1913, il épouse Stella Forbes. Il travaille dans différents bureaux d'études à Boston, Montréal et New York, chargé de la planification et de la conception d'églises, d'édifices monumentaux, d'universités et de bâtiments commerciaux. Durant la Première Guerre mondiale, Walker sert dans le Corps du génie de l'armée des États-Unis du corps expéditionnaire américain en tant qu'officier dans la section de camouflage, de 1917 à 1918, avec quelques autres artistes, sculpteurs et architectes.
En 1919, à 30 ans, de retour d'Europe, il obtient un poste de conception chez McKenzie, Voorhees et Gmelin, un cabinet d'architecture de New York (devenue aujourd'hui HLW International). Il travaille notamment à la conception de gratte-ciel. Il travaille aussi sur des projets comme le bâtiment de Brooklyn Edison Company, achevée en 1923. À la suite de la conception du bâtiment Barclay-Vesey, commandé en 1921 et réalisé de 1922 à 1926, Walker prend un rôle de plus en plus important dans son entreprise. Cet édifice est considéré comme le premier gratte-ciel à utiliser les contraintes du plan d'urbanisme de 1916 (1916 Zoning Resolution (en)) comme un point fort de la conception. Inspiré en partie des dessins de Hugh Ferriss (en), il imagine une tour asymétrique massive en retrait de sa base. cette conception a ouvert la voie à une nouvelle génération de gratte-ciel. Ce bâtiment a également été présenté comme le premier gratte-ciel Art déco en raison des ornement autour des portes, des fenêtres et des ascenseurs. Ralph Thomas Walker devient ensuite un des associés du cabinet.

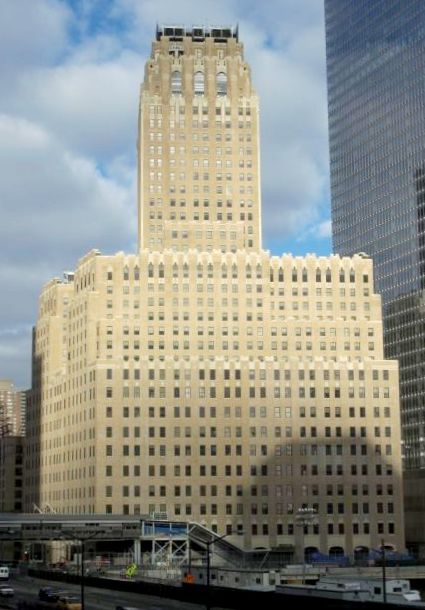
The Verizon Building, encore appelé Barclay-Vesey, New York.
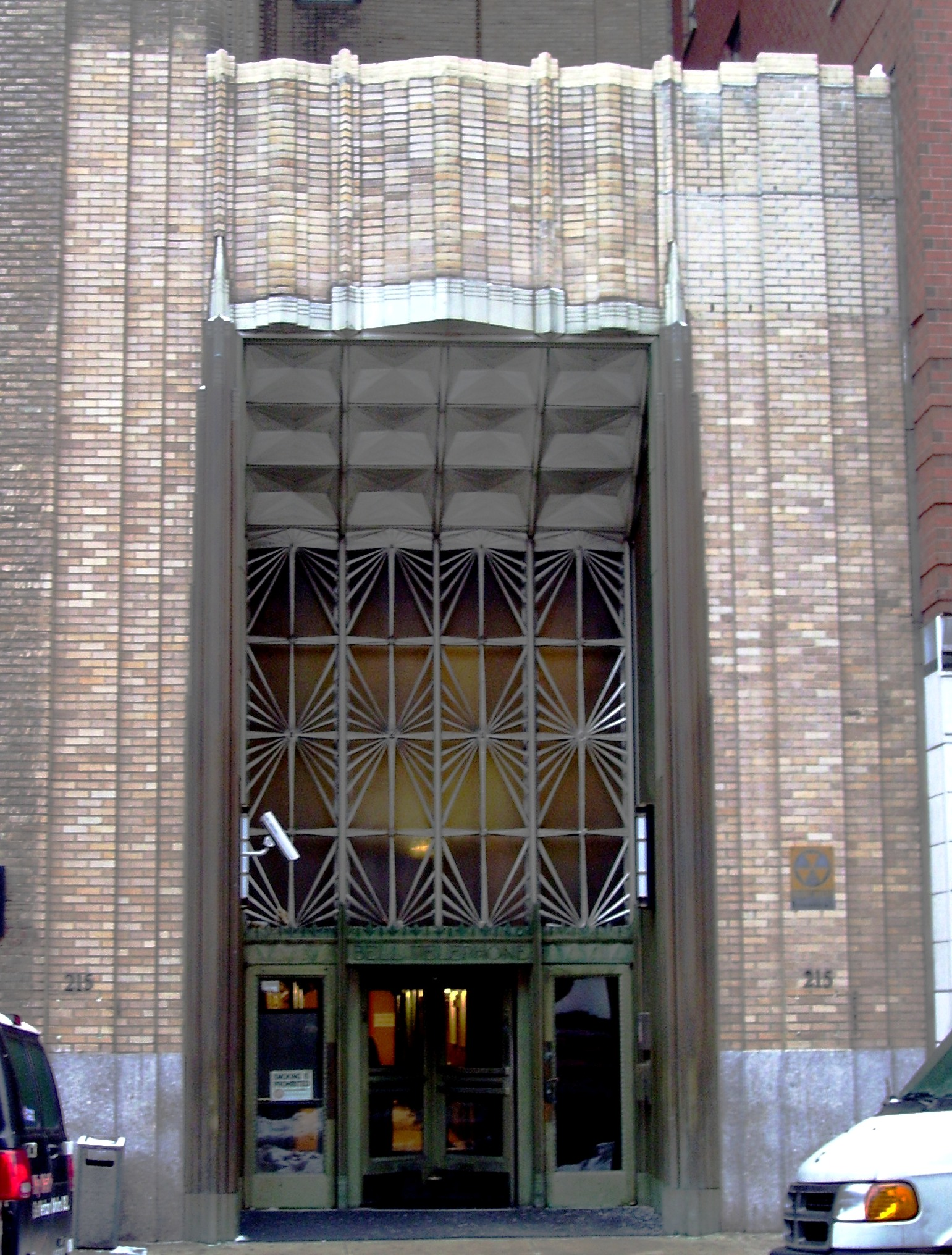
The Verizon telephone building, entrée, New York.
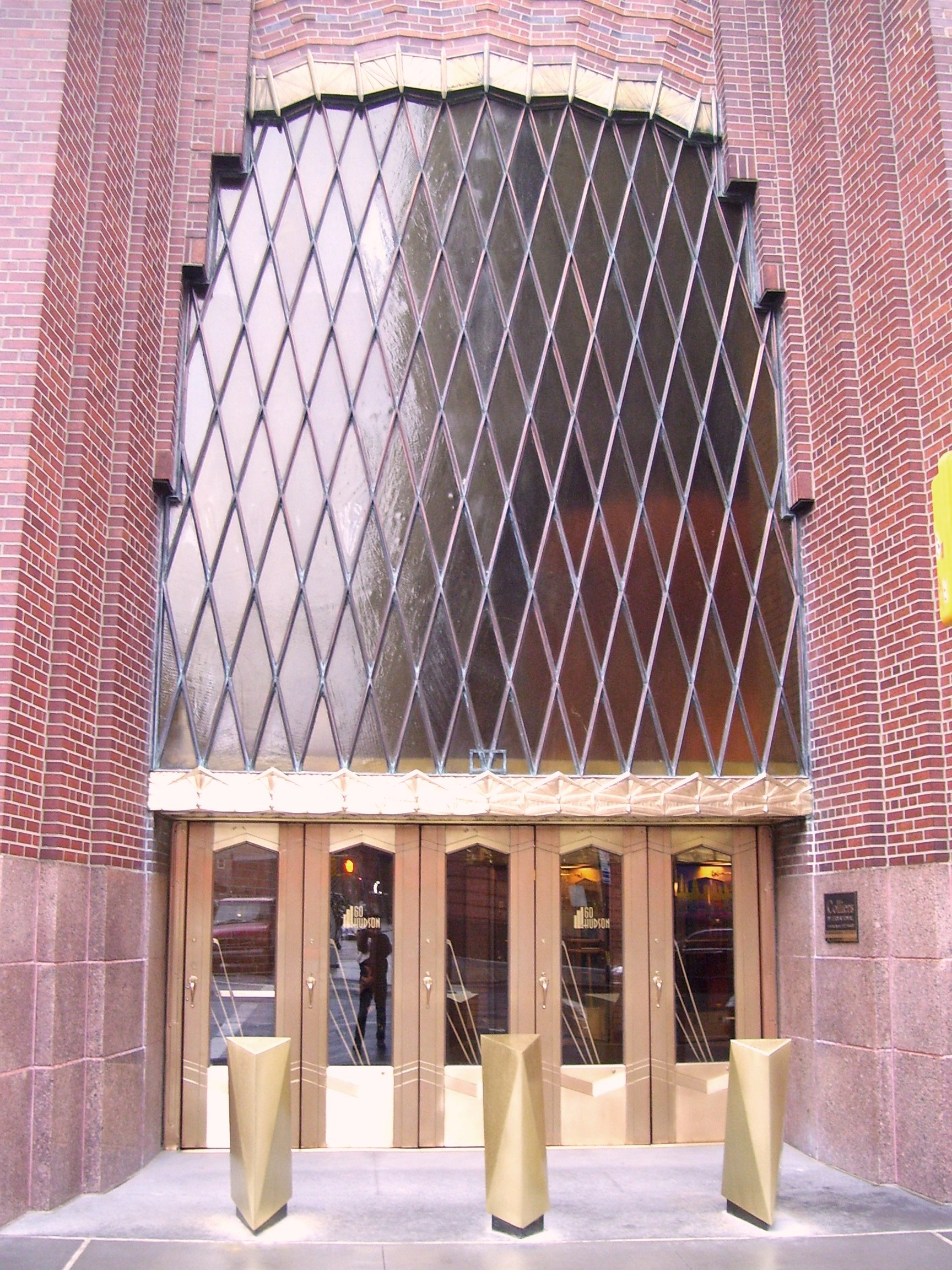
The Western Union Building, New York.
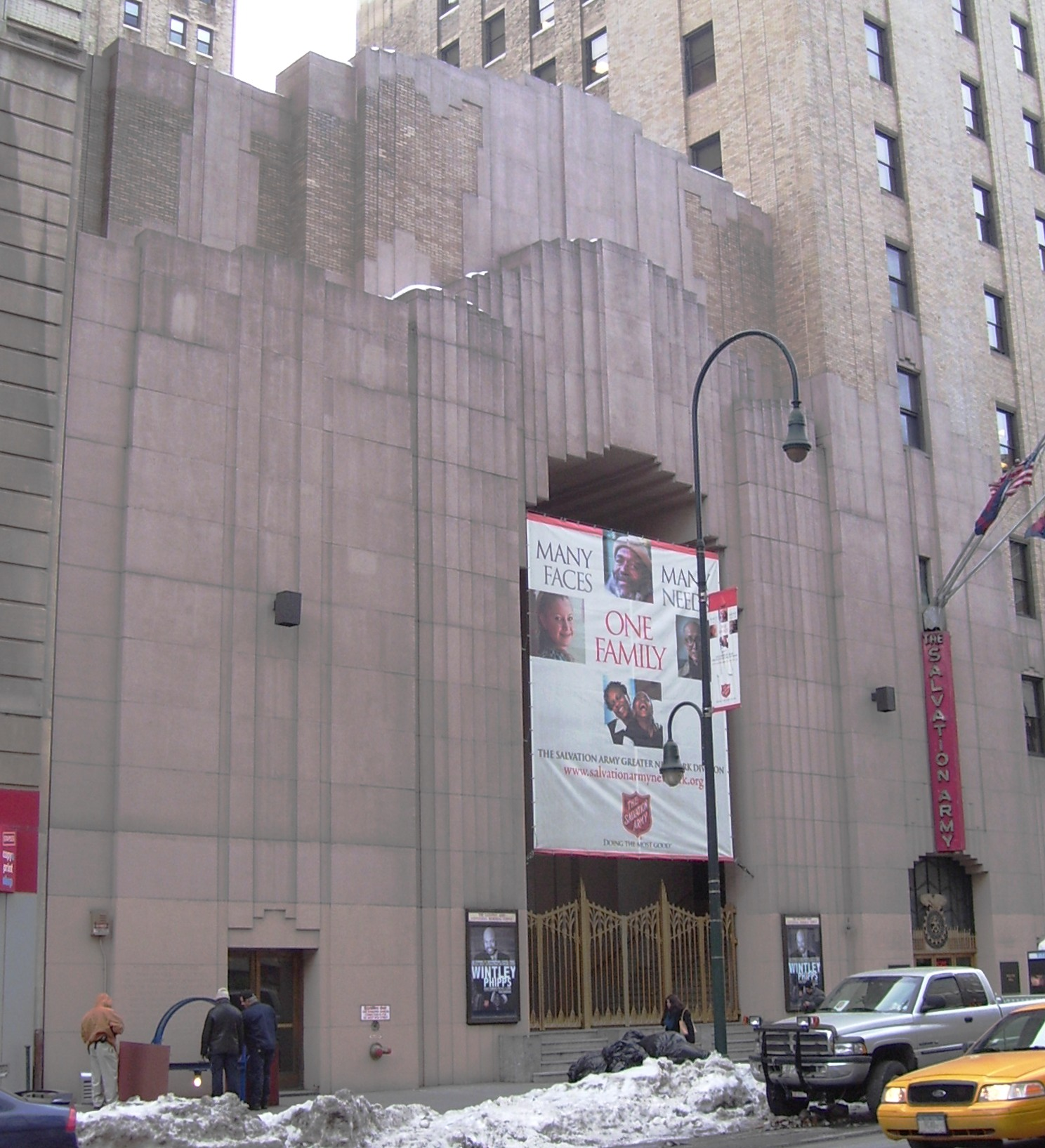
The Salvation Army Centennial Memorial Temple, New York.

Après l'achèvement de l'édifice Barclay-Vesey, Walker conçoit plusieurs autres bâtiments, y compris le siège de l'Armée du salut, dans les années 1929-1930, la Banque Irving Trust, et plusieurs autres bâtiments d'entreprises de téléphonie. Au cours des années 1930, il est impliqué dans l'organisation et la préparation de l'Exposition universelle de 1933, à Chicago, et de l'Exposition universelle de New York en 1939.
Il écrit en 1945 l'introduction de la première traduction en anglais de Der Städtebau nach seinen künstlerischen Grundsätzen [l'Art de bâtir des villes, l'urbanisme selon ses fondements artistiques], l'ouvrage de référence de Camillo Sitte. Dans cette introduction, il se montre critique vis-à-vis de Le Corbusier et du Mouvement moderne, qui subordonne la forme au prédicat fonctionnel. C'est un membre actif de l'American Institute of Architects (AIA) et il en devient le président en 1949.
Il prend sa retraite en 1959, mais il reste actif au sein de la profession. Il se tue en 1973, en utilisant une balle d'argent qu'il a lui-même forgé.